# Ильченко, Евдокия Дмитриевна
Евдоки́я Дми́триевна И́льченко (укр. Євдокія Дмитрівна Ільченко; 1923 год — 1989 год) — колхозница, доярка колхоза имени Щорса Жашковского района Черкасской области. Герой Социалистического Труда (1958).

## Биография
Родилась в 1923 году. Работала дояркой в колхозе имени Щорса Жашковского района. В 1958 году была удостоена звания Героя Социалистического Труда «за особые заслуги в развитии сельского хозяйства и достижение высоких показателей по производству зерна, сахарной свеклы, мяса, молока и других продуктов сельского хозяйства и внедрение в производство достижений науки и передового опыта».
В 1962 году в колхозе было основано специализированное хозяйство по выращиванию крупного рогатого скота. Евдокия Ильченко была назначена бригадиром скотоводов. В 1965 году бригада произвела свыше четырёх тысяч центнеров говядины. Встречая XXIII съезд КПСС, взяла на себя социалистическое обязательство сдать государству три тысячи центнеров мяса. В 1966 году среднесуточный прирост живой массы составил 670 граммов, что стало самым большим показателем в Черкасской области.
Скончалась в 1989 году.

## Награды
- Герой Социалистического Труда — указом Президиума Верховного Совета СССР от 26 февраля 1958 года
- Орден Ленина